# Антон Деникин
Анто̀н Ива̀нович Денѝкин (на руски: Антон Иванович Деникин) е генерал-лейтенант от Руската армия (1916), който е измежду най-изтъкнатите генерали на белогвардейците – антиболшевишките военни по време на Гражданската война в Русия.

## Биография
Антон Деникин е роден на 16 декември (4 декември стар стил) 1872 година във Влоцлавек, Варшавска губерния, в семейството на бивш крепостен селянин от Саратовска губерния, изпратен на служба в армията и достигнал до офицерско звание.
Завършва Киевското военно училище (1892) и Академията на Генералния щаб (1899). През Първата световна война командва дивизия в Южната армия, а след това Осми армейски корпус. През 1917 г. участва в Корниловския пуч против Временното правителство. Арестуван е, впоследствие бяга от затвора и е сред организаторите на Бялата армия. След смъртта на генерал Корнилов е командващ Доброволческата армия. В боевете срещу Черната гвардия на Нестор Махно претърпява загуба в Крим и заминава за Константинопол през 1920 г.
По време на Втората световна война отхвърля всички опити на нацистите да осъществят контакт с него като възможен лидер, около който може да се съберат антисъветски сили за война със СССР.
След края на войната заминава за САЩ. Автор е на 5-томния мемоарен труд „Очерци на руския смут“, който става ценен източник на информация за годините на революцията в Русия.
Антон Деникин умира от сърдечен пристъп на 7 август 1947 година в Ан Арбър.